# Jordin Andrade
Jordin Andrade (Seattle, 5 maggio 1992) è un ostacolista capoverdiano con cittadinanza statunitense, primatista nazionale capoverdiano dei 400 metri ostacoli.

## Progressione

### 400 metri ostacoli
| Stagione | Tempo | Luogo     | Data      | Rank. Mond. |
| -------- | ----- | --------- | --------- | ----------- |
| 2017     | 49"52 | Lucerna   | 11-7-2017 | 68º         |
| 2016     | 49"26 | Kingston  | 11-6-2016 | 44º         |
| 2015     | 49"24 | Eugene    | 12-6-2015 | 39º         |
| 2014     | 50"03 | Boise     | 2-5-2014  | 85º         |
| 2013     | 50"11 | Las Vegas | 11-5-2013 | 95º         |
| 2011     | 51"61 | Eugene    | 25-6-2011 |             |

## Palmarès
| Anno                                | Manifestazione           | Sede           | Evento   | Risultato  | Prestazione | Note                                     |
| ----------------------------------- | ------------------------ | -------------- | -------- | ---------- | ----------- | ---------------------------------------- |
| In rappresentanza degli Stati Uniti |                          |                |          |            |             |                                          |
| 2011                                | Panamericani U20         | Miramar        | 400 m hs | Argento    | 52"09       |                                          |
| In rappresentanza di Capo Verde     |                          |                |          |            |             |                                          |
| 2016                                | Campionati africani      | Durban         | 400 m hs | 5º         | 49"62       |                                          |
| 2016                                | Giochi olimpici          | Rio de Janeiro | 400 m hs | Semifinale | 49"32       |                                          |
| 2017                                | Giochi della Francofonia | Abidjan        | 400 m hs | Oro        | 49"66       |                                          |
| 2017                                | Mondiali                 | Londra         | 400 m hs | Batteria   | 50"32       |                                          |
| 2018                                | Campionati africani      | Asaba          | 400 m hs | Batteria   | 52"28       |                                          |
| 2019                                | Giochi panafricani       | Rabat          | 400 m hs | Batteria   | 51"65       |                                          |
| 2021                                | Giochi olimpici          | Tokyo          | 400 m hs | Batteria   | 50"64       | Miglior prestazione personale stagionale |
| 2022                                | Mondiali                 | Eugene         | 400 m hs | Batteria   | dnf         |                                          |